# Лопес, Уго (легкоатлет)
Уго Лопес Перес (исп. Hugo López Pérez; род. 1 февраля 1973) — гватемальский легкоатлет, специалист по спортивной ходьбе. Выступал на профессиональном уровне в 1991—2002 годах, обладатель серебряной медали Центральноамериканских и Карибских игр, двукратный серебряный призёр Центральноамериканских игр, участник летних Олимпийских игр в Атланте.

## Биография
Уго Лопес родился 1 февраля 1973 года.
Впервые заявил о себе в лёгкой атлетике на международном уровне в сезоне 1991 года, когда вошёл в состав гватемальской сборной и в дисциплине 50 км выступил на Кубке мира по спортивной ходьбе в Сан-Хосе.
В 1992 году в ходьбе на 10 000 метров выиграл бронзовую медаль на юниорском первенстве Центральной Америки и Карибского бассейна в Тегусигальпе, занял 12-е место на юниорском мировом первенстве в Сеуле.
В 1993 году в 20-километровой дисциплине показал 87-й результат на Кубке мира в Монтеррее.
В 1994 году на Центральноамериканских играх в Сан-Сальвадоре стал серебряным призёром в ходьбе на 20 км, уступив на финише только своему соотечественнику Хулио Рене Мартинесу.
В 1995 году среди прочего стартовал в ходьбе на 50 км на Панамериканских играх в Мар-дель-Плате, с результатом 4:09:56 пришёл к финишу восьмым.
Благодаря череде успешных выступлений в 1996 году удостоился права защищать честь страны на летних Олимпийских играх в Атланте — в итоге в программе 50 км был дисквалифицирован за нарушение техники ходьбы.
В 1997 году в дисциплине 50 км с личным рекордом 4:13:43 занял 63-е место на Кубке мира в Подебрадах, в дисциплине 35 км стал серебряным призёром на Центральноамериканских играх в Сан-Педро-Сула, где пропустил вперёд лишь соотечественника Хулио Уриаса.
В 1998 году в ходьбе на 50 км завоевал серебряную награду на Центральноамериканских и Карибских играх в Маракайбо, сошёл на Панамериканском кубке в Майами.
На Панамериканском кубке 2000 года в Поса-Рике не смог финишировать на 50-километровой дистанции.
В 2001 году в ходьбе на 20 км был четвёртым на домашнем чемпионате Центральной Америки и Карибского бассейна в Гватемале.
В 2002 году в ходьбе на 50 км занял 40-е место на Кубке мира в Турине.